# 1É busz (Budapest)
A budapesti 1É jelzésű éjszakai autóbusz a Bécsi út (Vörösvári út) és Közvágóhíd között közlekedett. A vonalat a Budapesti Közlekedési Rt. üzemeltette.

## Története
1994. február 1-jén megszűnt a 111É és a 175É busz, pótlásukra elindult az 1É jelzésű busz a Bécsi út és a Népliget között. 2000. december 15-étől a Közvágóhídig közlekedett. 2005. szeptember 1-jétől 901-es jelzéssel közlekedik.

## Útvonala
| Közvágóhíd felé | Bécsi út (Vörösvári út) felé |
| --- | --- |
| Bécsi út (Vörösvári út) vá. – Vörösvári út – Árpád híd – Róbert Károly körút – Hungária körút – Könyves Kálmán körút – Mester utca – Vágóhíd utca – Soroksári út – Közvágóhíd vá. | Közvágóhíd vá. – Soroksári út – Koppány utca – Mester utca – Könyves Kálmán körút – Hungária körút – Róbert Károly körút – Árpád híd – Vörösvári út – Bécsi út – Bécsi út (Vörösvári út) vá. |

## Megállóhelyei
| 0  | Bécsi út (Vörösvári út) végállomás                  | 36 |           |
| ∫  | Bécsi út                                            | 35 |           |
| 1  | Rendelőintézet                                      | 34 |           |
| 2  | Szőlő utca (↓) Vihar utca (↑)                       | 32 |           |
| 3  | Flórián tér                                         | 31 | 42É       |
| ∫  | Szentlélek tér                                      | 30 |           |
| 5  | Szigeti bejáró                                      | 29 |           |
| 6  | Népfürdő utca                                       | 28 |           |
| 8  | Árpád híd, metróállomás                             | 26 | 50É       |
| 9  | Honvéd kórház                                       | 25 |           |
| 11 | Róbert Károly körút (Lehel utca) (↓) Lehel utca (↑) | 24 | 14É       |
| 12 | Reitter Ferenc utca                                 | 23 |           |
| 13 | Kacsóh Pongrác út                                   | 21 |           |
| 14 | Erzsébet királyné útja                              | 20 |           |
| 15 | Ajtósi Dürer sor                                    | 19 |           |
| 16 | Thököly út                                          | 18 | 78É, 173É |
| 17 | Egressy út                                          | 16 |           |
| 19 | Stadionok                                           | 14 | 45É       |
| 20 | Hős utca                                            | 13 |           |
| 21 | Ciprus utca                                         | 12 |           |
| 23 | Salgótarjáni utca                                   | 11 |           |
| 24 | Kőbányai út                                         | 9  | 28É       |
| 26 | Vajda Péter utca                                    | 7  |           |
| 27 | Üllői út (↓) Népliget (↑)                           | 6  | 14É, 50É  |
| 28 | Gyáli út                                            | 5  |           |
| 29 | Ferencváros, MÁV-állomás                            | 4  |           |
| 30 | Mester utca                                         | 3  |           |
| 33 | Közvágóhíd végállomás                               | 0  | 31É, 179É |